# Хриен, Мартин
Ма́ртин Хри́ен (словац. Martin Chrien; род. 8 сентября 1995 года, Банска-Бистрица) — словацкий футболист, полузащитник клуба «Ружомберок».

## Карьера
Свою футбольную карьеру Хриен начал в клубе «Дукла» из родного города Банска-Бистрица, где в 2012 году он пробился в основной состав главной команды. В Цоргонь Лиге дебютировал 1 декабря 2012 года в домашнем матче против «Кошице» (1:2), где вышел на замену на 80-й минуте.
В мае 2014 подписал четырёхлетний контракт с «Викторией».
На вторую половину сезона 2014/15 был отдан в аренду в «Динамо» из Ческе-Будеёвице.
Летом 2015 года на правах аренды перешёл в «Зброёвку».
29 июня 2017 года перешел в португальскую «Бенфику», подписав с клубом пятилетний контракт.